# Наступні 365 днів
Наступні 365 днів (пол. Kolejne 365 dni) — польський еротичний трилер 2022 року режисерів Барбари Бяловос та Томаша Мандеса.
Фільм є продовженням фільму «365 днів: Цей день», та заснований на романі трилогії Бланки Ліпінської «Цей день», у головних ролях Анна-Марія Сіклуцька, Магдалена Лампарська, Ребекка Казірагі та Мікеле Морроне.

Фільм вийшов на Netflix 19 серпня 2022 року в Польщі та США.

## Сюжет
Стосунки Лаури й Массімо висять на волосині. Закохані намагаються подолати недовіру, а наполегливий Начо робить усе, щоб розлучити їх.

## Актори та ролі
| Актор                | Роль                   |
| -------------------- | ---------------------- |
| Анна-Марія Сіклуцька | Лаура                  |
| Мікеле Морроне       | Дон Массімо Торрічеллі |
| Магдалена Лампарська | Ольга                  |
| Сімона Сусінна       | Начо                   |
| Отар Саралідзе       | Доменіко               |
| Ребекка Казірагі     |                        |